# محمد فؤاد باشا
فؤاد باشا أو محمد فؤاد باشا (بالتركية Keçecizade Mehmet Fuat Pasha) ولد في مدينة إسطنبول عام 1814م وتوفي في مدينة نيس الفرنسية عام 1869م، وكان رجل عسكري وسياسي في الدولة العثمانية، عرف بقيادته للجيوش العثمانية خلال حرب القرم وبإصلاح التنظيمات العثمانية.
كان فؤاد باشا «متأورب» يجيد التحدث باللغة الفرنسية قادرا على التفاوض على نفس مستوى المفاوضين الأوربيين. وأصبح السكرتير الأول في السفارة التركية في لندن في عام 1840م. وخلال عام 1848 كلف بمهمة خاصة بإمارة مدينة سانت بطرسبرغ. وفي سنة 1851 أرسل إلى مصر كمفوض خاص حيث أصبح في نفس السنة وزيرا للخارجية وهي الوظيفة التي عين فيها في أربع مناسبات لاحقة، والتي سيبقى فيها إلى حين وفاته.
خلال حرب القرم كلف بقيادة القوات على الحدود اليونانية حيث اشتهر بشجاعته. وكان المندوب التركي في معاهدة باريس في عام 1856م، وفي عام 1860م كلف بمهمة في سوريا، كما شغل منصب وزير عدة مرات، وكذلك منصب وزير الحرب، ولقد رافق السلطان عبد العزيز الأول في رحلته إلى مصر وأوروبا.
كتب إلى السلطان عبد العزيز من باريس يقول:
| محمد فؤاد باشا | " مولاي السلطان، لم يبق من عمري إلا أيام قلائل وربما أقل، فاسمح بأن لأعرض على جلالتكم أرائي وأفكاري الأخيرة، فالأصوات التي تنبعث من القبور تقول الحق دائما. إن دولة آل عثمان في خطر وبسبب أخطاء أجدادنا تقدم أعداؤنا بصورة مذهلة وتخلفنا نحن، وهذا دفع الدولة إلى هاوية الأزمات، إن الدولة العثمانية لا تستطيع الوصول إلى السلامة،إلا إذا أصبحت ذات قدرة مالية كالإنجليز، وقدرة فكرية وعلمية كفرنسا، وقدرة عسكرية كروسيا، إن الدين الإسلامي قد تبنى العلم دائما والإسلام لا يفرق في الدنيا بين مسلم ومسيحي، فلا بد من قبول وتبني كل ما يفيد بني الإنسان. والآن حديثي يا مولاي عن العلاقات الخارجية، كيف نستطيع أن نقف أمام أعدائنا؟ ثم بدأت أول القروض من الدول الأوروبية دون التفكير في كيفية سدادها، وبدأت أصوات التفكك والانهيار السريع، التفكك والانهيار في كل أرجاء الخلافة كما بدأت عهدة الدول الكبرى، ولخلو الدولة العثمانية طوال ثلاثة أو أربعة قرون من زعيم فكري أو مصلح، وترك الأمر للدبلوماسيين المنبهرين بالغرب فماذا كانت النتيجة؟ فقدان الروح وضمور العقل وذبول الإرادة وسريان الشلل العام. " | محمد فؤاد باشا |